# 首旅如家酒店集团

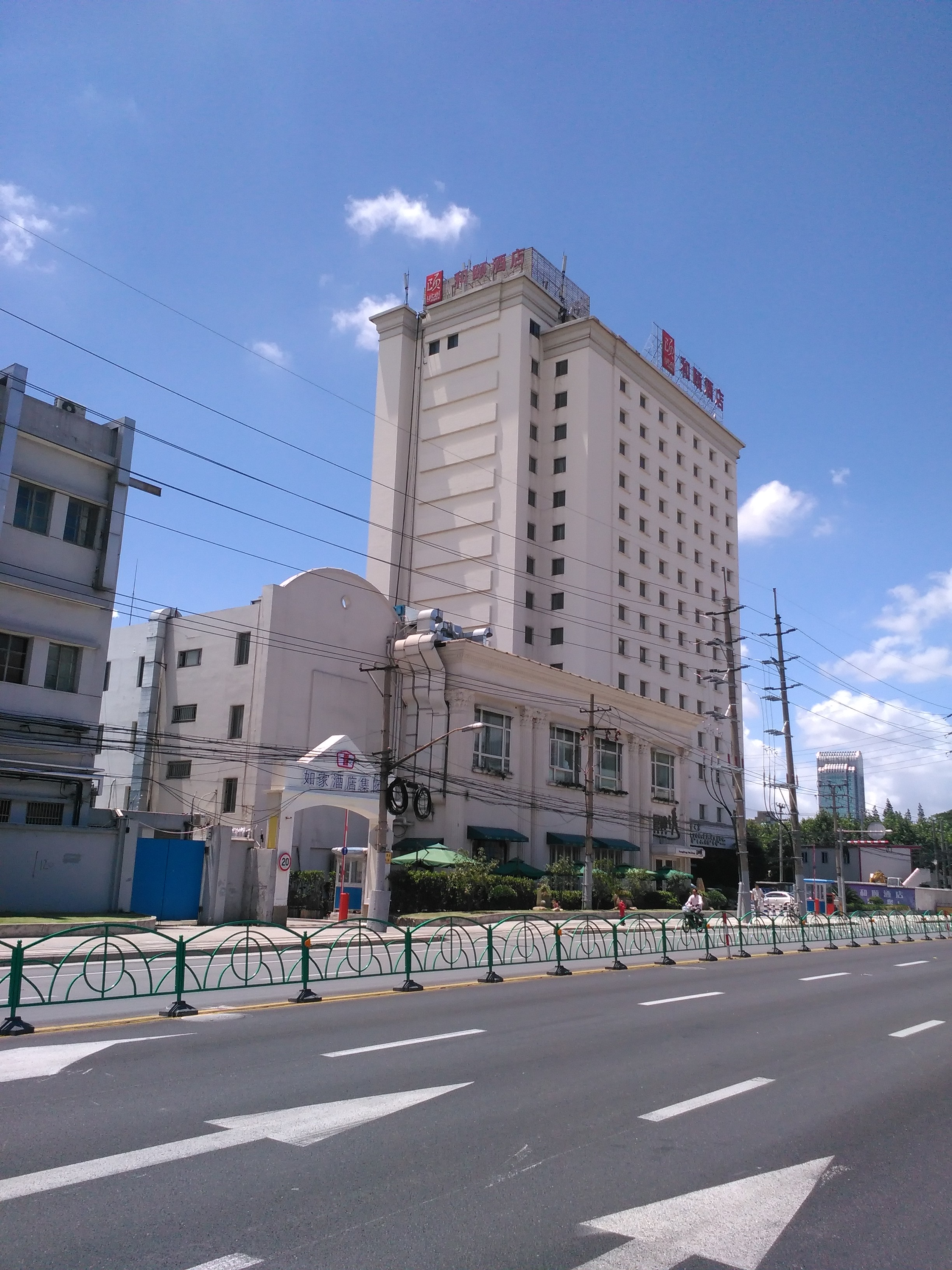
如家酒店总部与和颐酒店

如家酒店集团（英語：Home Inns Group）或如家酒店（英語：Home Inn）是一家总部设在中国上海的酒店經營公司。如家酒店集团创立于2002年，并于2006年10月在美国纳斯达克上市，是中国酒店业第一家在海外上市的公司。上市身份为注册在开曼群岛的HOME INNS & HOTELS MANAGEMENT INC。如家酒店集团拥有如家酒店、和颐酒店、莫泰酒店、云上四季四大品牌。截止2012年9月30日，如家酒店共在全中国的243座城市有1682家连锁酒店。2016年4月1日，如家酒店与首旅酒店（开曼）完成合并，实施私有化，从纳斯达克退市。2017年正式更名为首旅如家。

## 发展历程
2002年7月，如家的第一家酒店——北京燕莎店在北京开业。2003年1月，如家的第一家特许经营店开业。2006年，如家在纳斯达克上市。2007年，如家收购七斗星酒店。2008年12月，全国第一家和颐酒店在上海的漕宝路开业。同时，如家酒店集团也成立了。2010年3月，如家酒店被纳入纳斯达克中国指数股。在2011年5月如家酒店集团以4.7亿美元收购当时的中国第五大经济型连锁酒店莫泰168的全部股权，从而成为了中国最大的经济型连锁酒店。2012年7月，如家收购e家快捷酒店。
2015年12月7日首旅酒店(600258)通過設立境外子公司，以合併方式斥資11.24億美元，約合71.78億元人民幣，向如家酒店集團非主要股東支付現金對價，獲得如家酒店集團65.13%股權，實現如家酒店集團的私有化。
2016年4月4日，首旅酒店集团完成对如家酒店集团私有化购买交易，如家酒店集团正式成为首旅酒店集团控股子公司，首旅酒店集团与如家酒店集团正式合并，成立首旅如家。

## 主要品牌

### 如家酒店
如家酒店，也称如家快捷，是集团旗下经济型连锁酒店品牌。

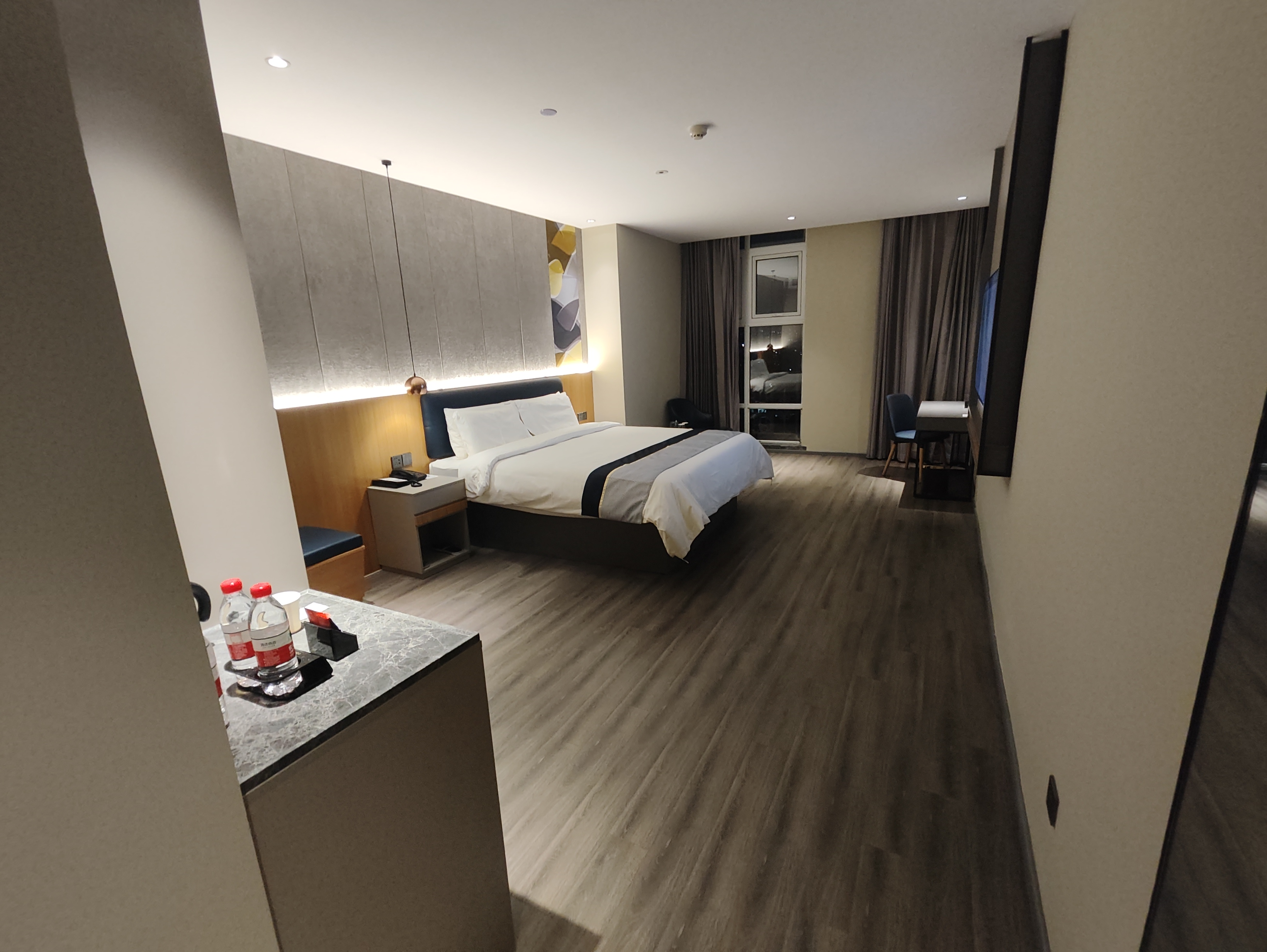
一家“如家商旅”酒店房间

### 莫泰酒店
莫泰酒店，即莫泰168，成立于2002年，是目前集团旗下一个时尚新概念连锁酒店品牌。

### 和颐酒店
和颐酒店（英語：Yitel）是如家酒店的一个中高端商务酒店品牌。截止至2013年12月，和颐酒店在全国共有18家连锁酒店，其中上海共有8家。

### 云上四季
云南云上四季酒店管理有限公司创立于2007年11月，专业经营管理连锁酒店，主品牌是云上四季酒店。云上四季连锁酒店始终以品质铸造为己任，追求创建国内一流的连锁酒店品牌的发展愿景，致力打造体现滇域文化特色的连锁型酒店。目前，云南云上四季酒店管理有限公司拥有开业运营的27家直营店及8家加盟店，大约3500间客房，这些酒店主要位于云南省。
2014年5月，云上四季连锁酒店整体加入到如家酒店集团。

## 女子和颐遇襲事件
2016年4月一個網名「彎彎2016」的女子，在新浪微博上曝露了4月3日晚間10點51分於北京望京798和颐酒店晚間回房時，遭到陌生男人於走廊上強行拖走，同時一名酒店服務員卻在一旁觀看。之後該走廊監控片段被女子於警衛室調取觀看時被人用手機從旁側錄，之後流傳於網上，加劇了事件的關注，最終有15.6億人次的訪問量和數百萬人發表回覆。並引發了抵制如家集團所有酒店的網上活動。
4月3日 疑为酒店背地经营卖淫生意，该女子被误认为没有缴保护费的卖淫女，被酒店内经营卖淫生意的男子带走“教训”。由于怀疑酒店经营卖淫生意的部门与管辖地派出所勾结，警方在该女子报警后并未立案调查。直至进入公众视线后，朝阳警方仍以该男子醉酒为酒店开脱，搪塞舆论。
4月6日原定如家集團召開記者說明會，現場50家以上媒體到場卻在等待2小時後，一工作人員要所有記者退到酒店大堂，之後又有一小主管突然說記者會無理由取消。之後下午兩點望京798和颐酒店總經理和和颐品牌北方城區經理出面重開記者會，宣讀一封說明稿只表示酒店管理疏漏對社會道歉，之後未做說明就快速離場。之後「彎彎2016」在網上稱酒店方在事發後一直試圖用錢擺平，以私了方式要其刪除微博，而當天她向酒店投訴沒有下文，要求報案也沒有下文。
後4月9日北京市公安局宣布對受害人進行打拉拖拽。涉及該案的5名犯罪嫌疑人已依法刑事拘留，起因是該妓女馬伕團夥誤以為彎彎是別家來搶生意的妓女。此外警方將與有關部門聯合嚴打酒店等公共場所內發放淫穢卡片等違法行為。